# Politiezone Zuiderkempen
De Politiezone Zuiderkempen (zonenummer 5365) is een Belgische politiezone bestaande uit drie gemeenten, namelijk Herselt, Hulshout en Westerlo. De politiezone behoort tot het gerechtelijk arrondissement Antwerpen.

Het hoofdcommissariaat van de politiezone is gelegen aan de De Merodedreef 15 in Westerlo.